# Фурусьо Едуардо
Фурусьо Едуардо (нар. 7 червня 1968) — колишній японський тенісист.
Найвищу одиночну позицію світового рейтингу — 314 місце досяг 10 вересня 1990, парну — 183 місце — 26 серпня 1991 року.

## Титули на челленджерах

### Парний розряд: (1)
| Рік  | Турнір        | Покриття | Партнер        | Суперники                       | Рахунок  |
| ---- | ------------- | -------- | -------------- | ------------------------------- | -------- |
| 1989 | Генуя, Італія | Ґрунт    | Тарік Бонабіль | Еміліо Мартурано Фабіо Мелегарі | 6–2, 6–2 |